# Giorgio Muggiani
Giorgio Muggiani (Milano, 14 aprile 1887 – Lenno, 30 giugno 1938) è stato un illustratore, grafico e dirigente sportivo italiano, pioniere dell'illustrazione pubblicitaria, caricaturista e arbitro di calcio, ma soprattutto ideatore e principale fondatore della squadra di calcio dell'Inter.

## Biografia
Rampollo di un'agiata famiglia di commercianti milanesi, agli inizi del secolo venne inviato dalla sua famiglia in Svizzera presso il collegio Institut auf dem Rosenberg di San Gallo, dove avrebbe ricevuto la formazione alle sue future responsabilità. Ed è proprio in Svizzera che scoccò la scintilla della passione per il gioco del calcio che accompagnerà l'artista per tutta la vita. Nel 1904, la locale squadra del San Gallo, di cui Muggiani era divenuto tifoso, vinse il campionato di calcio svizzero e l'evento accrebbe ulteriormente l'entusiasmo del giovane studente per questo gioco.

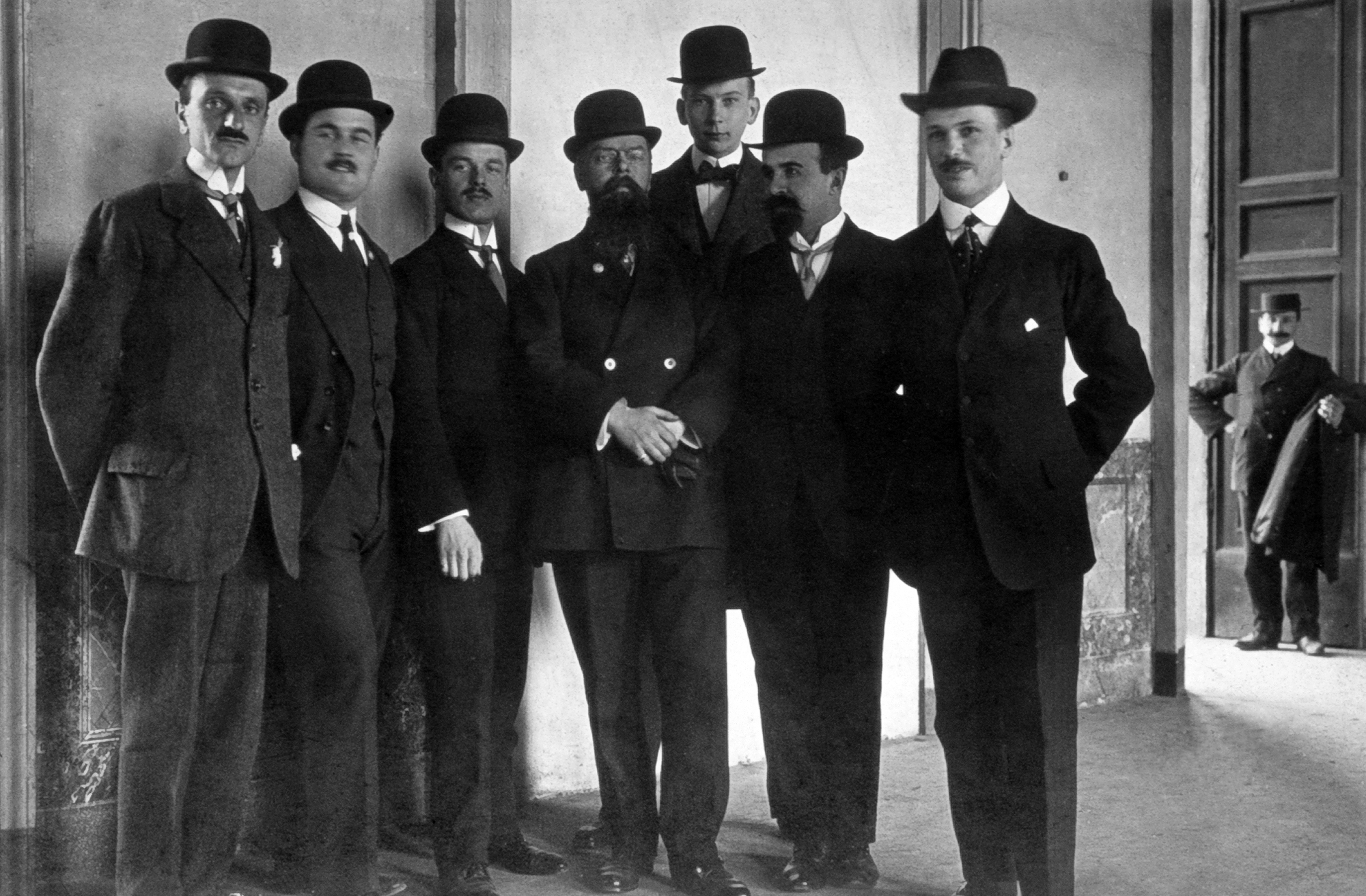
Il giovane Giorgio Muggiani posa nel 1912 con alcuni fondatori e dirigenti dell' (da sinistra: Paramithiotti (Pres.), Muggiani, Hugo Rietmann, Hirzel, Bach, Ansbacher, Glockner e sul portone a destra Max Rietmann).

Al suo rientro in Italia, Muggiani si fece socio del Milan divenendo segretario della squadra, ma a causa di disaccordi con l'allora segretario anziano Giannino Camperio sul divieto che questi ed altri soci avevano imposto, a maggioranza, d'ingaggiare in futuro calciatori stranieri, decise di fondare - la sera del 9 marzo 1908, in una saletta del Ristorante Orologio, insieme con altri 43 soci dissidenti - l'Inter, di cui disegnò anche il logo societario (scegliendone quindi, anche se indirettamente, il colore delle maglie); Muggiani stesso redasse il verbale di fondazione, con cui venne stabilita la sua nomina a segretario della nuova squadra. La tradizione vuole che Muggiani, al momento di realizzare lo stemma del club, scelse i colori nerazzurri perché in quei giorni erano gli unici a sua disposizione sulla tavolozza. In realtà la scelta del nero e dell'azzurro, come testimoniato anni più tardi dal figlio del fondatore, fu dettata dall'espressa volontà di opporsi simbolicamente al rosso, l'altro colore che insieme al nero campeggiava sulle maglie del Milan: infatti all'epoca non potendo disporre di pennarelli si utilizzavano matite a due colori, rosse da una parte e blu dall'altra. Lo stemma, ispirato a quello dei club inglesi, riportava le lettere F, C, I, M sovrapposte in bianco su uno sfondo costituito da un cerchio dorato, circondato da un cerchio nero, che a sua volta era circondato da un cerchio azzurro.
Nel 1914, su richiesta del giovane pubblicista Benito Mussolini, disegnò la testata del giornale Il Popolo d'Italia, modello grafico al quale si sarebbe poi uniformata la gran parte delle altre testate giornalistiche.

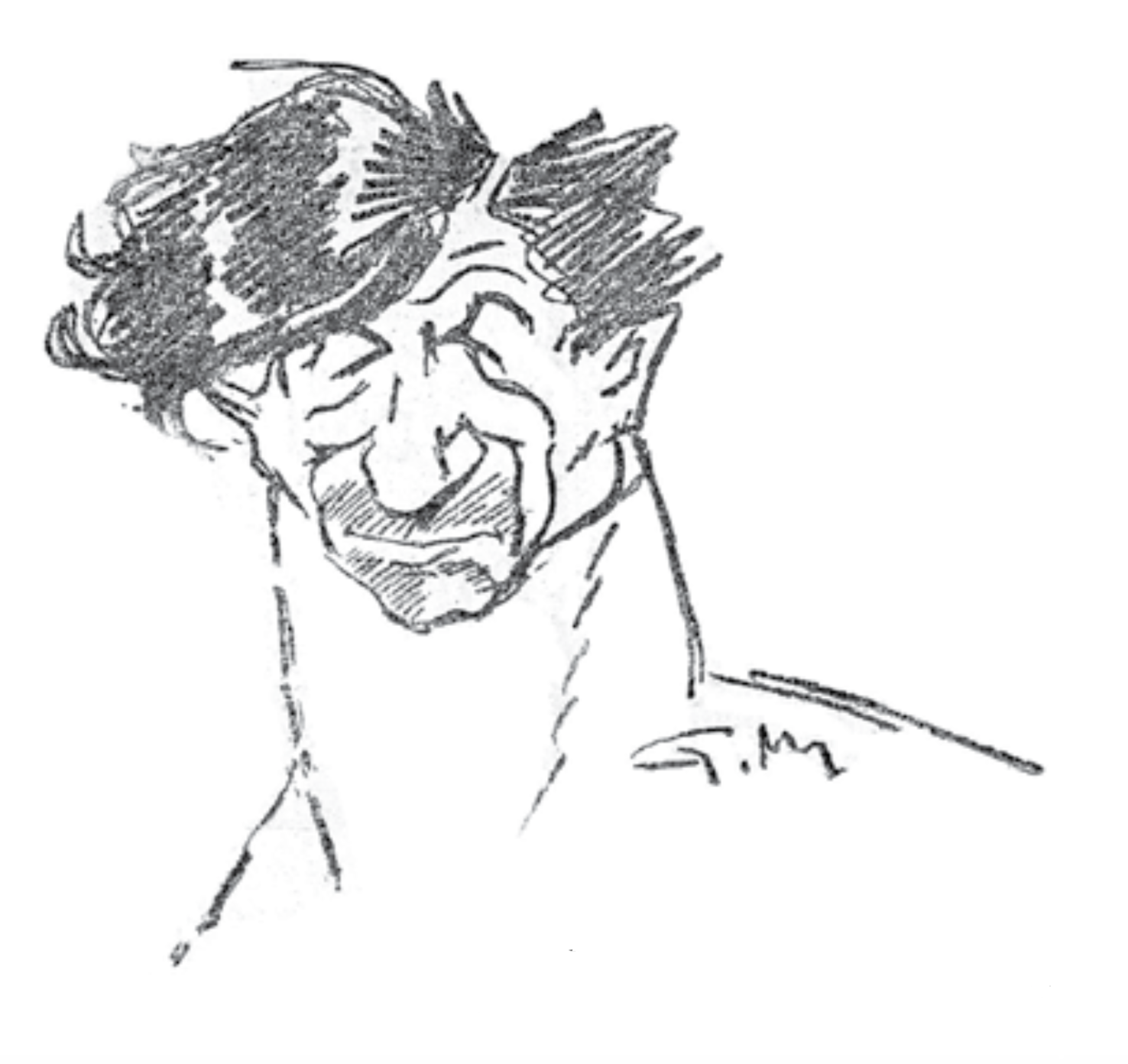
Il lottatore Elia Pampuri in una caricatura di Giorgio Muggiani del 1919.

Il senso degli affari mai disgiunto dalla vena artistica e creativa ne fece uno straordinario pioniere della cartellonistica e dell'illustrazione pubblicitaria in Italia e un altrettanto straordinario interprete e testimone dello spirito dei suoi giorni. Le 'campagne' promozionali di Cinzano, Pirelli, Società di Navigazione, SNOM (la futura AGIP), Rinascente, Martini (1921), Biscotti Lazzaroni (1928), Moto Guzzi (1917), Recoaro e Hair Coloring Tonic sono solo alcuni dei suoi lavori più famosi.
Morì, appena cinquantunenne, per un improvviso malore, a Lenno, sul lago di Como, dove si trovava in villeggiatura con la famiglia durante l'estate del 1938; i funerali ebbero luogo nella stessa località lariana, con un'ampia partecipazione di persone; da allora, Muggiani riposa nel locale cimitero.
Il 2 novembre 2010 il nome di Giorgio Muggiani si è meritato l'iscrizione al Famedio del Cimitero monumentale di Milano, assieme al nome dell'ideatore e principale fondatore del Milan Herbert Kilpin.

## Arbitro di calcio
Il presidente dell'Associazione Italiana Arbitri, Giovanni Mauro, per l'attività arbitrale svolta negli anni '20 gli concesse nel 1928 (quando l'A.I.A. era diventata C.I.T.A.) il riconoscimento onorifico di "arbitro benemerito".